# Tezozomochtli
Pour l’article homonyme, voir Fernando Alvarado Tezozómoc pour le chroniqueur.
Tezozomochtli (ou Tezozomoc) est le plus grand des souverains tépanèques, peuple de Mésoamérique, dont la capitale est Azcapotzalco.
Il nait au milieu du XIVe siècle d'un roi tépanèque nommé Acolnahuacatzin et règne sur la cité d'Azcapotzalco de 1367 à 1427. Grand chef de guerre, il agrandit considérablement son royaume et s'empare de la zone ouest de la vallée de Mexico. Il conquiert les cités de Chalco (1392), Cuautitlán (1408), Colhuacan (1413). Ses relations avec les Aztèques qui lui sont soumis semblent bonnes puisqu'il offre sa fille en mariage à leur souverain Huitzilihuitl. De cette union nait un fils, Chimalpopoca, adoré, selon les récits aztèques, par Tezozomochtli.
La fin de sa vie et sa succession sont confuses. Les relations se dégradent semble-t-il avec les Acolhuas de la ville de Texcoco qui est prise, provisoirement, en 1418. Les Acolhuas forment une culture très proche de celle des Aztèques et sont alliés à ces derniers. Son fils et héritier, Tayauh, est assassiné par son frère Maxclatl qui semble exercer la réalité du pouvoir à la fin de la vie de Tezozomochtli, accentue la pression fiscale sur les Aztèques, et emprisonne son neveu Chimalpopoca lequel finit par se suicider en 1426.
Tezozomochtli meurt le 27 mars 1427 et n'assiste pas ainsi à l'écroulement de son royaume sous la force combinée des Aztèques et des Acolhuas.